# Polyandrococos caudescens
El buri o palmito amargo,  Polyandrococos caudescens es una palmera de la familia de las arecáceas, y género monotípico, endémica de Brasil.

## Descripción
Tronco simple, erecto de 4 a 8 m de altura y 12 a 18 cm de diámetro, pudiendo encontrarse ejemplares acaules, de caule muy corto o incluso subterráneo. Copa con 5 a 15 hojas pinnadas de cerca de 2,5 m de longitud, pinas blanco-tostado en la parte inferior, dispuestas irregularmente en el raquis y formando diferentes planos. Frutos aplastados globulares, con cerca de 4,5 cm de longitud, de pulpa suculenta y fibrosa, con una semilla por frutos, de color amarillento cuando están maduros.

## Distribución y hábitat
Aparece en los estados de Alagoas,Sergipe, Bahía, Minas Gerais y Espírito Santo en los bosques atlánticos, y en bosques y en las mesas de áreas abiertas.

## Importancia económica y cultural
Usos
Muy ornamental, principalmente por su follaje plateado, presenta gran potencial para su uso paisajístico. Mesocarpo apreciado por la fauna. Proporciona palmito amargo, lo que ha contribuido a la reducción de su población natural. Fructifica abundantemente en la primavera y el verano. Un kilo de frutos despulpados contiene cerca de 350 unidades. Germinan en 3 meses después de la siembra. Crecimiento inicial relativamente lentos. Sustrato de composición mixta y humedecido